# ArtRadio Bogatynia

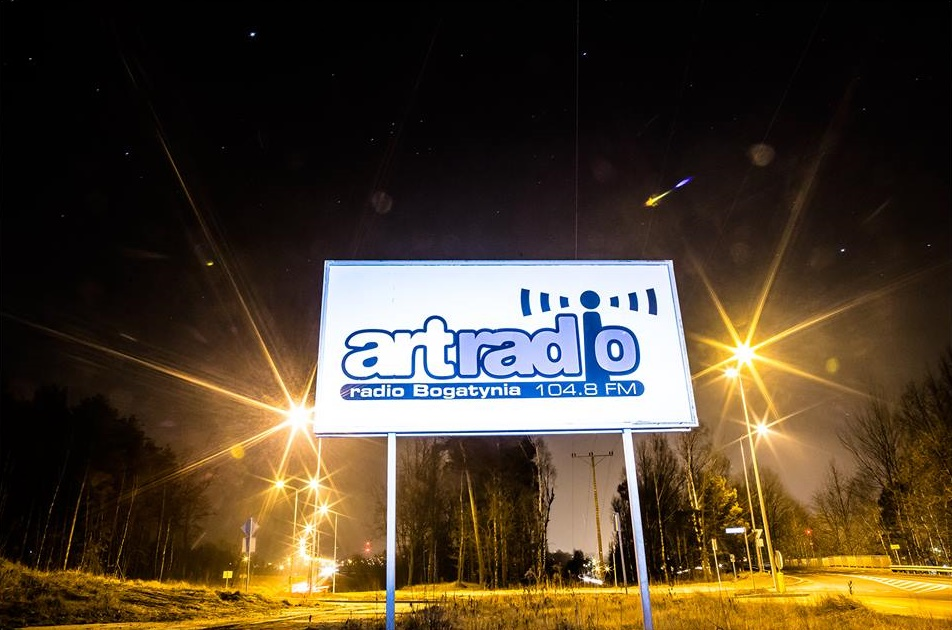
Logo stacji przy ul. Zgorzeleckiej prowadzącej do Bogatyni

ArtRadio Bogatynia – polska komercyjna rozgłośnia radiowa.
ArtRadio rozpoczęło nadawanie 1 września 2007 roku. 1 lutego 2010 rozgłośnia zaczęła współpracę z Telewizją Bogatynia, co pozwoliło na nadawanie sygnału radiowego w podkładzie teletekstu telewizji kablowej. Przełom radia to maj 2011, kiedy to rozgłośnia otrzymała pozwolenie KRRiT na nadawanie sygnału radiowego na falach UKF. W lutym 2013 rozgłośnia radiowa wygrała konkurs i otrzymała koncesję z KRRiT.
Pomysłodawcą i założycielem radia jest Artur Wieczorek.
Radio nadawało na falach UKF – 104,8 FM, na stronie internetowej, w podkładzie reklamy planszowej TV Bogatynia oraz na Platformie Cyfrowej NC+.
Na przełomie 2022 i 2023 rozgłośnia zakończyła działalność.